# The Dead Zone (telessérie)
The Dead Zone (conhecida no Brasil como O Vidente) é uma série de televisão dos Estados Unidos exibida no Brasil pelo SBT e pelo canal AXN. Este seriado, bem como o filme produzido em 1983 chamado no Brasil Na Hora da Zona Morta (estrelado por Christopher Walken) são baseados em personagens do livro homônimo do autor Stephen King.
A série é filmada em Vancouver, Canadá, e a sexta temporada da série teve início em 2007 nos Estados Unidos.
A série foi cancelada pelo canal norte-americano USA, junto com a série The 4400.
Estreou em Portugal em Outubro de 2007 pelo canal FOX.
O SBT voltou a exibir a série em 25 de maio de 2010, às 2h30, nas madrugadas de terça para quarta, na sessão Tele Seriados, logo após Dois Homens e Meio, em substituição a Um Toque de Vida, cujo último episódio foi exibido na semana anterior. No entanto, já foi retirada novamente.

## Sinopse
"Zona Morta" seria uma região do cérebro que aparentemente não tem função e se mantém inativa na grande maioria das pessoas. Johnny, o protagonista da série, acaba por ter sua Zona Morta ativada devido a um acidente de carro que o colocou em coma por vários anos. Ao acordar, 6 anos e meio mais tarde, descobre que desenvolveu a habilidade de prever o futuro (ou vivenciar eventos do passado) ao tocar nas pessoas ou em objetos que tiveram contato.
Johnny também descobre que sua noiva, Sarah, deu luz a um filho seu enquanto estava em coma e que se casou com outro homem, o xerife da cidade chamado Walt.
Com a ajuda de Sarah, Walt e seu terapeuta ocupacional Bruce, Johnny começa a utilizar sua habilidades para resolver crimes. Com o tempo suas tentativas de fazer o bem são comprometidas por visões apocalipticas que envolvem o candidato às eleições Greg Stillson.

## Lista de episódios (em inglês)

### Primeira temporada
0. Unaired Pilot
1. Wheel of Fortune
2. What It Seems
3. Quality of Life
4. Enigma
5. Unreasonable Doubt
6. The House
7. Enemy Mind
8. Netherworld
9. The Siege
10. Here There Be Monsters
11. Dinner with Dana
12. Shaman
13. Destiny

### Segunda temporada
1. Valley of the Shadow
2. Descent (1)
3. Ascent (2)
4. The Outsider
5. Precipitate
6. Scars
7. Misbegotten
8. Cabin Pressure
9. The Man Who Never Was
10. Dead Men Tell Tales
11. Playing God
12. Zion
13. The Storm
14. Plague
15. Deja Voodoo
16. The Hunt
17. The Mountain
18. The Combination
19. Visions

### Terceira temporada
1. Finding Rachel (1)
2. Finding Rachel (2)
3. Collision
4. The Cold Hard Truth
5. Total Awareness
6. No Questions Asked
7. Looking Glass
8. Speak Now
9. Cycle of Violence
10. Instincts
11. Shadows
12. Tipping Point (1)

### Quarta temporada
1. Broken Circle (2) (Formerly known as "Tipping Point (2)")
2. The Collector (1)
3. Double Vision
4. Still Life
5. Heroes & Demons
6. The Last Goodbye
7. Grains of Sand
8. Vanguard
9. Babble On
10. Coming Home
11. Saved
12. A Very Dead Zone Christmas (holiday special)

### Quinta temporada
1. Forbidden Fruit
2. Independence Day
3. Panic
4. Articles of Faith
5. The Inside Man
6. Lotto Fever
7. Symmetry
8. Vortex
9. Revelations
10. Into the Heart of Darkness (2)
11. The Hunting Party

### Sexta temporada
1. Heritage
2. Ego
3. Reentry
4. Big Top
5. Interred
6. Switch
7. Numb
8. Outcome
9. Transgressions
10. Drift
11. Exile
12. Ambush
13. Denouement (Fim da série)